# 吉村玉緒
吉村 玉緒（よしむら たまお、1975年11月14日 - ）は、日本の女優、タレント。旧芸名：有輝 りん（ゆうき りん）およびりん。長崎県出身。血液型O型。所属事務所は、有限会社バイ・ザ・ウェイ。趣味は絵を描くことで、特技は子供と遊ぶこと。

## 出演

### 映画
- 模倣犯（2002年）

### テレビドラマ
- 救命病棟24時（フジテレビ）
- 未来戦隊タイムレンジャー（2000年2月13日 - 2001年2月11日、テレビ朝日）森山ホナミ 役
- 爆竜戦隊アバレンジャー（2003年、テレビ朝日）森山ホナミ 役
- 恋におちたら〜僕の成功の秘密〜（2005年、フジテレビ）
- 星に願いを〜七畳間で生まれた410万の星〜（フジテレビ）
- 鬼嫁日記（フジテレビ）
- 電車男（2005年、フジテレビ）
- 着信アリ（2005年、テレビ朝日）
- ダンドリ。（2006年、フジテレビ）千石千恵子 役
- 松本清張 けものみち（2006年、テレビ朝日）
- 翼の折れた天使たち 第三夜「時」（2007年、フジテレビ）
- LIAR GAME（2007年、フジテレビ）飯村純子 役
- プロポーズ兄弟〜生まれ順別 男が結婚する方法〜 第4夜「一人っ子が結婚する方法」（2011年、フジテレビ）
- 海賊戦隊ゴーカイジャー（2011年、テレビ朝日）森山ホナミ 役

### テレビ
- ブラマヨ衝撃ファイル 世界のコワ〜イ女たち（2011年、TBS）再現VTR

### CM
- サッポロビール
- アリコジャパン